# Hans-Jörg Butt
Hans-Jörg Butt (Oldenburg, 28 mei 1974) is een Duits voormalig betaald voetballer wiens positie doelman was. Hij stond er om bekend regelmatig strafschoppen te nemen, waarvan hij er in totaal in de Bundesliga 26 raak schoot. Gedurende zijn actieve loopbaan kwam hij uit voor VfB Oldenburg, Hamburger SV, Bayer 04 Leverkusen, Benfica en FC Bayern München. In juni 2000 speelde hij zijn eerste interland in het Duits voetbalelftal.

## Profloopbaan
Butts carrière in het betaald voetbal begon in het seizoen 1994-'95 bij VfB Oldenburg in de Regionalliga Nord. Hij speelde er drie seizoenen en promoveerde met zijn ploeggenoten naar de 2. Bundesliga, voor hij in 1997 vertrok naar Hamburger SV. Voor de club uit Hamburg speelde Butt meer dan 130 wedstrijden als eerste doelman, waarin hij als vaste strafschoppennemer ook negentien keer scoorde. Na vier seizoenen verruilde hij HSV vervolgens voor Bayer 04 Leverkusen. Ook hier was hij eerste keus en bleef dat meer dan vijf jaar, waarin hij met de club onder meer de finale van de UEFA Champions League 2001/02 haalde (2-1-verlies tegen Real Madrid CF). Door een schorsing volgend op een rode kaart in jaargang 2006/07 werd hij een paar wedstrijden vervangen door René Adler, die hem daarin uit het doel verdreef.
Butt liet in juli 2007 voor het eerst in zijn profloopbaan Duitsland achter zich en tekende bij Benfica. Daar verloor hij de concurrentiestrijd van Quim en speelde hij één competitieduel. FC Bayern München haalde hem een jaar later terug naar Duitsland om als concurrent en leermeester voor de tien jaar jongere Michael Rensing te fungeren. Gedurende het seizoen 2009/10 verkoos Louis van Gaal hem niettemin als eerste keeper. Zodoende werd hij op zijn 35e als basisspeler voor het eerst Duits landskampioen, DFB-Pokal-winnaar en voor de tweede keer finalist in de UEFA Champions League (2009/10). Inter Milaan hield Butt daarin voor de tweede keer van Europa Cup 1-winst (2-0). Op dinsdag 3 mei 2011 verlengde hij zijn contract bij Bayern München tot het einde van het seizoen 2011/12. Op 28 april 2012 stond Butt voor het laatst tussen de palen, in een thuiswedstrijd tegen VfB Stuttgart. Bayern besloot het contract niet te verlengen en de keeper besloot daarop zijn actieve loopbaan te beëindigen.

## Nationale ploeg
Butt debuteerde op 7 juni 2000 in de Duitse nationale ploeg toen hij tegen Liechtenstein een helft mocht spelen. Ook in zijn tweede interland in maart 2002 tegen de Verenigde Staten speelde hij één helft. Hij ging als reservedoelman mee naar het EK 2000 en het WK 2002, maar kwam op allebei de evenementen niet in actie. Zeven jaar nadat Butt in maart 2003 ook in zijn derde interland tegen Canada één helft speelde, nam bondscoach Joachim Löw hem als reservedoelman mee naar het WK 2010. Daarop speelde hij in de met 2-3 van Uruguay gewonnen wedstrijd om de derde plaats zijn vierde en eerste volledige wedstrijd in de nationale ploeg.
| Interlands van Hans-Jörg Butt voor Duitsland | Interlands van Hans-Jörg Butt voor Duitsland | Interlands van Hans-Jörg Butt voor Duitsland | Interlands van Hans-Jörg Butt voor Duitsland | Interlands van Hans-Jörg Butt voor Duitsland | Interlands van Hans-Jörg Butt voor Duitsland |
| №                                            | Datum                                        | Wedstrijd                                    | Uitslag                                      | Competitie                                   | Goals                                        |
| Als speler van Hamburger SV                  | Als speler van Hamburger SV                  | Als speler van Hamburger SV                  | Als speler van Hamburger SV                  | Als speler van Hamburger SV                  | Als speler van Hamburger SV                  |
| -------------------------------------------- | -------------------------------------------- | -------------------------------------------- | -------------------------------------------- | -------------------------------------------- | -------------------------------------------- |
| 1                                            | 07.06.2000                                   | Duitsland – Liechtenstein                    | 8 – 2                                        | Vriendschappelijk                            | 0                                            |
| Als speler van Bayer 04 Leverkusen           |                                              |                                              |                                              |                                              |                                              |
| 2                                            | 27.03.2002                                   | Duitsland – Verenigde Staten                 | 4 – 2                                        | Vriendschappelijk                            | 0                                            |
| 3                                            | 01.06.2003                                   | Duitsland – Canada                           | 4 – 1                                        | Vriendschappelijk                            | 0                                            |
| Als speler van FC Bayern München             |                                              |                                              |                                              |                                              |                                              |
| 4                                            | 10.07.2010                                   | Uruguay – Duitsland                          | 2 – 3                                        | WK-eindronde                                 | 0                                            |

## Cluboverzicht
| Club              | Seizoen         | Competitie | Competitie | Beker | Beker | Europa | Europa | Totaal | Totaal |
| Club              | Seizoen         | Duels      | Goals      | Duels | Goals | Duels  | Goals  | Duels  | Goals  |
| ----------------- | --------------- | ---------- | ---------- | ----- | ----- | ------ | ------ | ------ | ------ |
| Hamburger SV      | 1997–98         | 33         | 0          | 2     | 0     | 0      | 0      | 35     | 0      |
| Hamburger SV      | 1998–99         | 34         | 7          | 3     | 0     | 0      | 0      | 37     | 7      |
| Hamburger SV      | 1999–00         | 34         | 9          | 1     | 0     | 0      | 0      | 35     | 9      |
| Hamburger SV      | 2000–01         | 32         | 3          | 2     | 0     | 6      | 1      | 40     | 4      |
| Hamburger SV      | Totaal          | 133        | 19         | 8     | 0     | 6      | 1      | 147    | 20     |
| Bayer Leverkusen  | 2001–02         | 34         | 2          | 6     | 0     | 17     | 1      | 57     | 3      |
| Bayer Leverkusen  | 2002–03         | 33         | 1          | 4     | 0     | 10     | 0      | 47     | 1      |
| Bayer Leverkusen  | 2003–04         | 34         | 1          | 3     | 0     | 0      | 0      | 37     | 1      |
| Bayer Leverkusen  | 2004–05         | 34         | 2          | 2     | 0     | 8      | 0      | 44     | 2      |
| Bayer Leverkusen  | 2005–06         | 34         | 1          | 2     | 0     | 2      | 0      | 38     | 1      |
| Bayer Leverkusen  | 2006–07         | 22         | 0          | 2     | 0     | 8      | 0      | 32     | 0      |
| Bayer Leverkusen  | Totaal          | 191        | 7          | 19    | 0     | 45     | 1      | 255    | 8      |
| SL Benfica        | 2007–08         | 1          | 0          | 4     | 0     | 0      | 0      | 5      | 0      |
| SL Benfica        | Totaal          | 1          | 0          | 4     | 0     | 0      | 0      | 5      | 0      |
| FC Bayern München | 2008–09         | 8          | 0          | 0     | 0     | 3      | 0      | 11     | 0      |
| FC Bayern München | 2009–10         | 31         | 0          | 3     | 0     | 12     | 1      | 46     | 1      |
| FC Bayern München | 2010–11         | 23         | 0          | 2     | 0     | 4      | 0      | 29     | 0      |
| FC Bayern München | 2011–12         | 1          | 0          | 1     | 0     | 1      | 0      | 3      | 0      |
| FC Bayern München | Totaal          | 63         | 0          | 6     | 0     | 20     | 1      | 89     | 1      |
| Carrière totaal   | Carrière totaal | 388        | 26         | 37    | 0     | 71     | 3      | 496    | 29     |